# Unfair
«Unfair» (en hangul, 불공평해; en hanja, 偏心) es una canción grabada por la boy band surcoreana EXO. Fue publicado el 10 de diciembre de 2015 en coreano y mandarín como el segundo sencillo principal para el miniálbum del grupo, Sing for You.

## Antecedentes y lanzamiento
Producido por Beat & Keys y Deanfluenza, «Unfair» se describe como una canción de pop con una melodía y brillante con letras de un hombre que habla sobre sus sentimientos hacia la chica que ama y la describe como «injusta».

## Promoción
EXO comenzó a interpretar la canción «Unfair» en los programas de música coreanos desde el 18 de diciembre.

## Posicionamiento en listas y ventas
| Lista (2015)                       | Mejor posición |
| ---------------------------------- | -------------- |
| Gaon Music Chart                   | 10             |
| US World Digital Songs (Billboard) | 9              |

| Listas (2015)               | Posiciones |
| --------------------------- | ---------- |
| South Korean singles (Gaon) | 22         |

### Ventas
| Región               | Ventas  |
| -------------------- | ------- |
| Corea del Sur (Gaon) | 515 703 |